# Mleczaj przydymiony

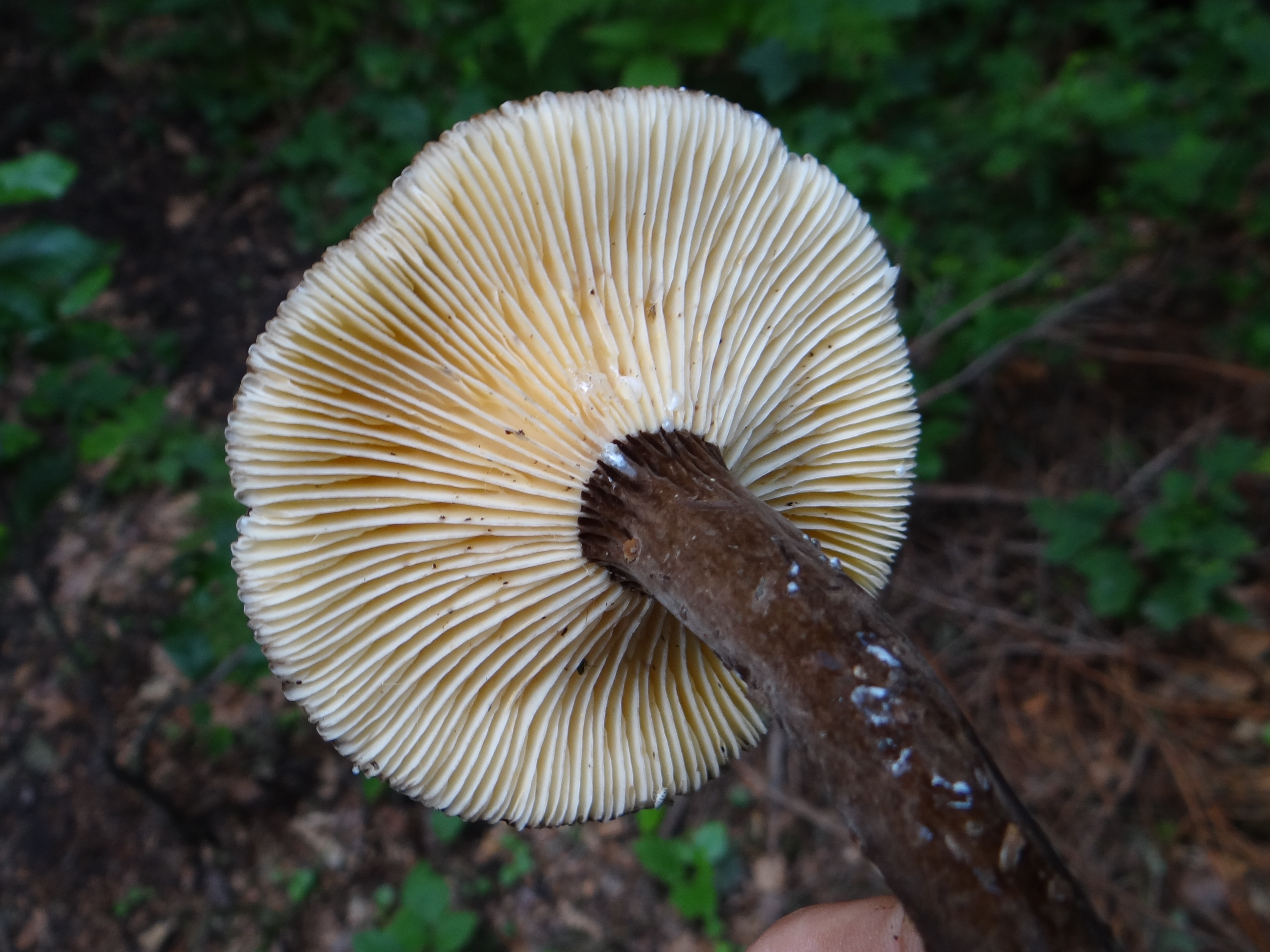
Charakterystyczna cecha mleczaja przydymionego: blaszki zbiegające po trzonie i zmieniające na nim kolor

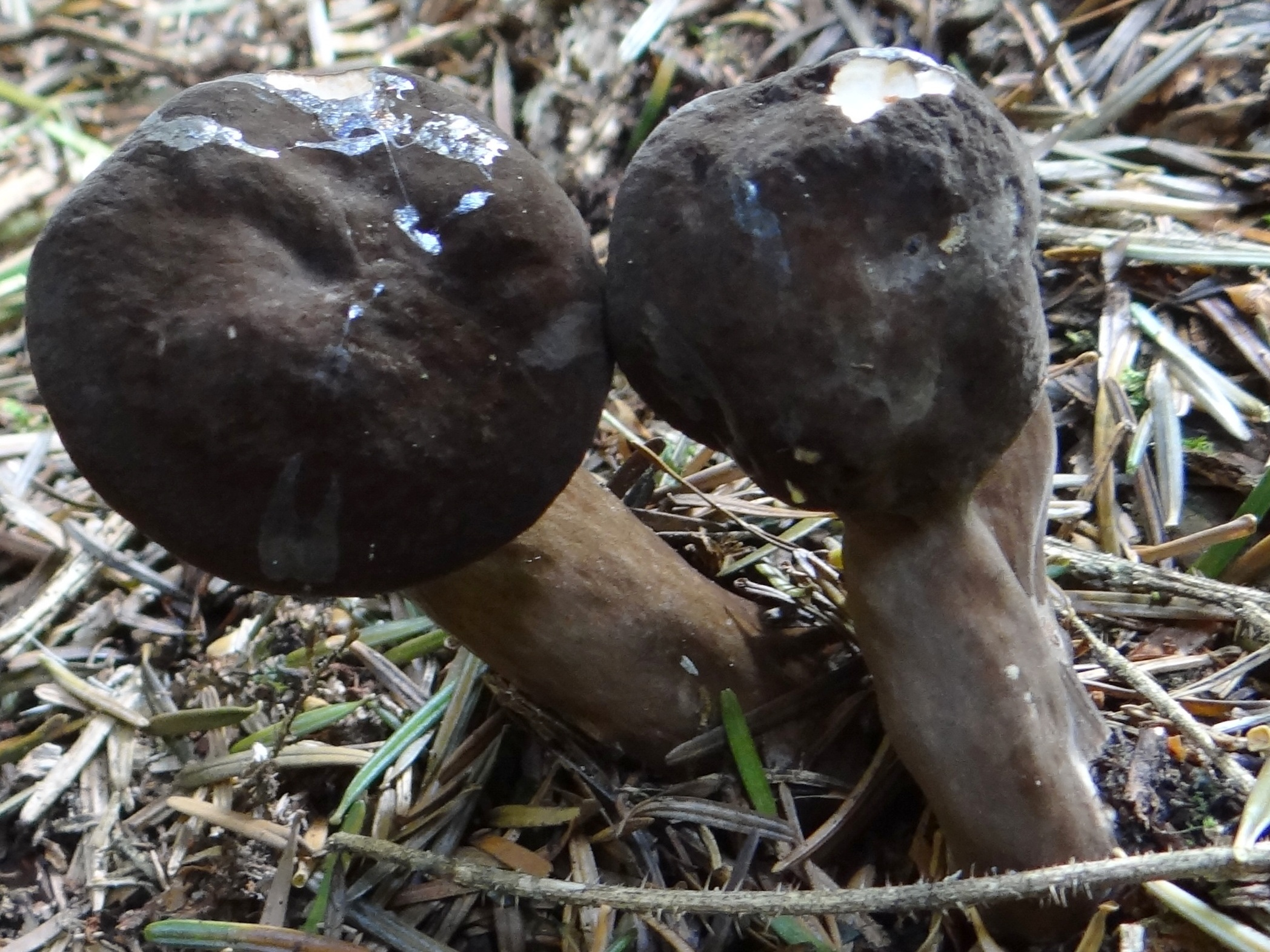
Młode owocniki

Mleczaj przydymiony (Lactarius lignyotus Fr.) – gatunek grzybów z rodziny gołąbkowatych (Russulaceae).

## Systematyka i nazewnictwo
Pozycja w klasyfikacji według Index Fungorum: Lactarius, Russulaceae, Russulales, Incertae sedis, Agaricomycetes, Agaricomycotina, Basidiomycota, Fungi.
Po raz pierwszy opisał go Elias Fries w 1857 r. i nadana przez niego nazwa naukowa jest ważna. Niektóre synonimy naukowe:
- Lactariella lignyota (Fr.) J. Schröt. 1889
- Lactifluus lignyotus (Fr.) Kuntze 1891

Nazwę polską podali Barbara Gumińska i Władysław Wojewoda w 1983 r.

## Morfologia
Kapelusz
Średnica 3–11 cm, za młodu łukowaty z podwiniętym brzegiem i o wklęśniętym środku, potem staje się lejkowaty z małym garbem. Skórka gładka, sucha, pilśniowata, często prążkowana (szczególnie u starszych okazów). Kolor ciemnobrązowy lub brązowoczarny.
Blaszki
Dość gęste, z długim ząbkiem i zbiegające na trzon. Są białe i mają bardzo charakterystyczną cechę: na trzonie zmieniają barwę na brązową.
Trzon
Wysokość 4–10 cm, szerokość 0,5–1,2 cm. Jest gruby, walcowaty, w kolorze od sepiowobrązowego do ciemnobrązowego. Bardzo charakterystyczną cechą jest występowanie w górnej części trzonu żłobków w kolorze trzonu. Żłobki te stanowią przejście do białych blaszek.
Miąższ
Biały i wydzielający mlecznobiałe mleczko, które po uszkodzeniu zmienia kolor dość wolno na różowy. Ma orzechowy smak i przyjemny zapach.
Mleczko
U młodych owocników wypływa obficie, u starszych słabo. Jest białe i nieco wodniste, na powietrzu po kilku minutach zmienia barwę na kolor od jasnoróżowego do łososiowego. W smaku jest łagodne, ale pozostawia gorzkawy posmak.
Cechy mikroskopowe
Wysyp zarodników jasno-ochrowy. Zarodniki niemal kuliste, o rozmiarach 9 × 10 μm. Na powierzchni posiadają brodawki połączone regularną siateczką. Podstawki mają rozmiar 45–55 × 10–11 μm. cystydy są mniej więcej równej szerokości i mają rozmiar 43–55 × 5–10 μm. Występują głównie na ostrzu blaszek.
Gatunki podobne
Najbardziej podobny i występujący w takich samych siedliskach jest mleczaj ciemny (Lactarius picinus). Najbardziej charakterystyczną cechą, po której można go odróżnić są blaszki, które u mleczaja przydymionego zbiegają po trzonie, przy czym na trzonie wyraźnie zmieniają kolor na brązowy. Ponadto u starszych okazów mleczaja przydymionego kapelusz jest promieniście pomarszczony. U mleczaja jelonka (Lactarius fuliginosus) kapelusz ma zaokrąglony szczyt, a uciśnięty miąższ szybko różowieje.

## Występowanie i siedlisko
Występuje w Ameryce Północnej, Środkowej i Południowej, Europie i Azji. W Polsce jest rzadki. Najbardziej aktualne stanowiska podaje internetowy atlas grzybów. Znajduje się w nim na liście gatunków zagrożonych i wartych objęcia ochroną.
Naziemny grzyb mykoryzowy. Rośnie w lasach iglastych, głównie górskich, pod świerkami, często wśród mchów.

## Znaczenie
Jest niejadalny, nienadający się do spożycia z powodu gorzkiego smaku. Na Ukrainie jednak uważany jest za grzyb jadalny (po odpowiednim przyrządzeniu).